# Phumosia spinicosta
Phumosia spinicosta este o specie de muște din genul Phumosia, familia Calliphoridae. A fost descrisă pentru prima dată de Hough în anul 1898. Conform Catalogue of Life specia Phumosia spinicosta nu are subspecii cunoscute.